# Cora Sandel
Sara Cecilie Margareta Gørvell Fabricius, más conocida por su seudónimo Cora Sandel (Kristiania 20 de diciembre de 1880-Upsala, 3 de abril de 1974) fue una escritora y pintora noruega que vivió la mayor parte de su vida adulta en el extranjero. Sus obras más conocidas son las novelas ahora conocidas como la Trilogía de Alberta.

## Biografía
Sara Cecilia Görvell Fabricius nació en Kristiania (actual Oslo), Noruega. Sus padres fueron Jens Schow Fabricius (1839-1910) y Anna Margareta Greger (1858-1903). Cuando tenía 12 años, su familia se trasladó a Tromsø, donde su padre fue nombrado comandante naval. Establecieron su residencia en una casa alquilada al empresario local Johan Henrik Rye Holmboe (1863-1933).
En 1897 se mudó a Kristiania, donde asistió a la escuela de pintura de Harriet Backer (1845-1932) y a los 25 años se trasladó a París para desarrollar sus habilidades artísticas. Vivió en la colonia de artistas escandinavos de París de 1906 a 1921. En 1913 se casó con el escultor sueco Anders Jönsson (1883-1965), con quien tuvo un hijo, Erik. En 1921, la familia regresó a Suecia, donde la pareja se separó en 1922. Su divorcio finalizó en 1926.
Durante sus años en París, Sandel ayudó a mantener a la familia con relatos cortos y bocetos publicados en Noruega. Sin embargo, su primera novela y primer tomo de la trilogía, Alberte y Jakob, no se publicó hasta 1926, cuando Sandel tenía 46 años. Con ella comenzó la trilogía semiautobiográfica de Alberta. Sandel utilizó muchos elementos de su propia vida y experiencias en sus historias, que a menudo se centran en las luchas espirituales y sociales de las mujeres marginadas por los estrictos confines de la sociedad del siglo XIX. La trilogía de Alberta traza el desarrollo emocional de la protagonista yuxtapuesto a los hombres de su círculo social: de niña, su hermano Jacob, y amantes y compañeros artistas de joven en París. Estas novelas le valieron un lugar inmediato en el canon escandinavo, pero no fue hasta la década de 1960 cuando Sandel, que entonces vivía tranquilamente en Suecia, fue descubierta por el mundo anglosajón.
A pesar de su gran éxito literario, permaneció oculta tras su seudónimo y llevó una vida bastante retirada. Vivió en Suecia y sólo visitaba Noruega periódicamente. En 1957 fue condecorada con la Real Orden Noruega de San Olaf. Murió en 1970 en Uppsala (Suecia).
Mackgården, su antigua casa en Tromsø, fue construida en 1838. Actualmente alberga el Museo Perspektivet, creado en 1996 para consolidar las colecciones del Troms Folkemuseum y el Tromsø bymuseum.

## Libros
- Alberte og Jakob, 1926
- En blå sofa, 1927
- Alberte og friheten, 1931
- Carmen og Maja, 1932
- Mange takk, doktor, 1935
- Bare Alberte, 1939
- Dyr jeg har kjent, 1946
- Kranes konditori, 1946
- Figurer på mørk bunn, 1949
- Kjøp ikke Dondi, 1958
- Barnet som elsket veier, 1973

## Premios
- Gyldendal's Endowment en 1937